# Oktava rima
Italijanska oktava ili oktava rima (ital. ottava rima), na srpskohrvatskom poznata i kao stanca, predstavlja vrstu strofe od osam stihova. Iz italijanske poezije ova forma sa manjim ili većim izmenama prelazi i u druge kao što su španska, engleska, srpska, itd. Klasična metrička šema rime je ABABABCC, a stihovi su jedanaesterci.

## Oktava rima u italijanskoj poeziji
U XIV veku Đovani Bokačo u svom delu Tezeide vrši izmene na primitivnoj sicilijanskoj oktavi ukrštene rime (metrička šema: ABABABAB) tako što umesto poslednja dva stiha ubacuje dva stiha koja se međusobno rimuju, dajući joj klasičan raspored rime: ABABABCC. Bokačo koristi ovu formu u kraćim pesmama i u dva od svojih najvećih dela, Tezeide i Filostrato. Ova dva dela označila su dominaciju ove forme u pisanju epske poezije na italijanskom u naredna dva veka. Kasnije je koriste Policiano, Bojardo (u svom remek delu Zaljubljeni Orlando), Lodoviko Ariosto, Torkvato Taso i drugi.
{{citat|
-{Or, se mi mostra la mia carta il vero,
non è lontano a discoprirsi il porto;
sì che nel lito i voti scioglier spero
a chi nel mar per tanta via m'ha scorto;
ove, o di non tornar col legno intero,
o d'errar sempre, ebbi già il viso smorto.
Ma mi par di veder, ma veggo certo,
veggo la terra, e veggo il lito aperto.}-|Lodoviko Ariosto, Besni Orlando}}

## Oktava real u španskoj poeziji
Oktavu rimu ili oktavu real (šp. octava real) kao pesničku formu iz italijanske u špansku poeziju prvi prenosi Boskan.
{{citat|
-{En el lumbroso y fértil Oriente,                
adonde más el cielo está templado,               
vive una sosegada y dulce gente,                   
la cual en sólo amar pone cuidado.                
Ésta jamás padece otro accidente                  
si no es aquél que amores han causado;
aquí gobierna y siempre gobernó
aquella reina que en la mar nació.}- |Huan Boskan Almogaver}} 

Kasnije ovu strofu koriste Lope de Vega, Kalderon, Alonso de Ersilja i Sunjiga i drugi. Epsko delo Alonsa de Ersilje, Araukana, u celosti je napisano u ovoj pesničkoj formi.
{{citat|
-{No las damas, amor, no gentilezas
de Caualleros canto enamorados,
ni las muestras, regalos y ternezas
de amorosos affectos y cuydados,
mas el valor, los hechos, las proezas
de aquellos Españoles esforçados
que a la cerviz de Arauco no domada
pusieron duro yugo por la espada.}- |Alonso de Ersilja}}

## Oktava u srpskoj poeziji
Primer upotrebe oktave ili stance u srpskoj književnosti je pesma Laze Kostića Santa Maria della Salute. To je duža lirska kompozicija, sastavljena od petnaest oktava, najvećim delom u jampskim jedanaestercima. Kao uzor Lazi Kostiću poslužili su kasni nemački romantičari.

Oprosti, majko sveta, oprosti,
što naših gora požalih bor,
na kom se, ustuk svakoje zlosti,
blaženoj tebi podiže dvor;
prezri, nebesnice, vrelo milosti,
što ti zemaljski sagreši stvor:
Kajan ti ljubim prečiste skute,
.